# Bahnhof Wien Floridsdorf
Der Bahnhof Wien Floridsdorf ist gemessen an der Passagieranzahl der fünftstärkst genutzte Bahnhof Österreichs, er befindet sich im 21. Bezirk von Wien. Er beinhaltet neben dem eigentlichen Bahnhof für Regionalzüge und die S-Bahn eine U-Bahn-Station. Hier befindet sich sowohl das nördliche Ende der S-Bahn-Stammstrecke als auch die nördliche Endstation der U-Bahn-Linie U6. Zusammen mit zahlreichen Einkaufsmöglichkeiten und etlichen Umsteigemöglichkeiten zu Regionalbussen bildet der Bahnhof ein Vorstadtzentrum.

## Geschichte
Die Geschichte der Dampfeisenbahn in Österreich begann am 19. November 1837 mit der ersten Fahrt von Floridsdorf nach Deutsch-Wagram. Die Lokomotive „Austria“ zog 8 Wagen mit 164 Personen und brauchte für die 13 km lange Strecke 24 Minuten.
Im Jahr 1838 wurde die Strecke bis Wien, 1839 bis Brünn und 1846 bis Krakau erweitert.
In den 1960er Jahren wurde der heutige Bahnhof etwa 600 m weiter im Süden eröffnet und am 17. Jänner 1962 fuhr der erste Zug der Wiener Schnellbahn von Floridsdorf nach Gänserndorf. Mit der Erweiterung der U-Bahn-Linie U6 nach Floridsdorf wurde die Schnellbahn-Station an der gleichen Stelle neu gebaut und am 4. Mai 1996 eröffnet.
Der Mittelbahnsteig der U6 liegt im Tiefgeschoß, die Bereiche der S-Bahn in Hochlage über einer Fußgängerpassage, die auf den Franz-Jonas-Platz mündet.

## Der Bahnhof
Der Bahnhof ist ein wichtiger Umsteigeknoten, es verkehren dort vier Straßenbahnlinien, vier städtische Autobuslinien, vier Nachtbuslinien, mehrere Regionalbuslinien sowie der Shuttlebus zum G3 Shopping Resort Gerasdorf. Bis zur Fertigstellung des neuen Hauptbahnhofes hielten im Bahnhof Wien Floridsdorf auch vereinzelt EuroCity-Züge.
Der Bahnhof verfügt über fünf Bahnsteige. Vom Bahnsteig 3 und 4 verkehren Züge Richtung Stockerau, Absdorf-Hippersdorf, Tullnerfeld, Wolkersdorf und Gänserndorf, von Bahnsteig 1 und 2 Züge Richtung Wien Meidling, Mödling, Wiener Neustadt Hauptbahnhof, Payerbach Reichenau, Flughafen Wien und Wolfsthal, von Bahnsteig 5 vereinzelt Züge nach Flughafen Wien und Wolfsthal. Die U6 hat zwei eigene unterirdische Bahnsteige.
Nachfolgend eine Tabelle der Bahnsteiglängen:
| Bahnsteig | Länge                        |
| --------- | ---------------------------- |
| 1         | 269 m                        |
| 2         | 266 m                        |
| 3         | 271 m                        |
| 4         | 268 m                        |
| 5         | 150 m (nach Umbau ca. 220 m) |

## Linien im Verkehrsverbund Ost-Region
| Linie                               | Verlauf |
| ----------------------------------- | --- |
| R 1 R 2 R 3 REX 1 REX 2 REX 3 REX 7 | Regionalexpress- und Regionalzüge nach Retz, Znojmo, Laa an der Thaya, Bernhardsthal, Břeclav, Wien Praterstern, Wolfsthal, Wien Meidling, Wiener Neustadt Hbf, Payerbach-Reichenau |
| S1                                  | Wien Meidling – Wien Matzleinsdorfer Platz – Wien Hauptbahnhof 1-2 – Wien Quartier Belvedere – Wien Rennweg – Wien Mitte – Wien Praterstern – Wien Traisengasse – Wien Handelskai – Wien Floridsdorf – Gänserndorf – Marchegg |
| S2                                  | Mödling – Wien Meidling – Wien Matzleinsdorfer Platz – Wien Hauptbahnhof 1-2 – Wien Quartier Belvedere – Wien Rennweg – Wien Mitte – Wien Praterstern – Wien Traisengasse – Wien Handelskai – Wien Floridsdorf – Wolkersdorf – Mistelbach (– Laa an der Thaya) |
| S3                                  | Wiener Neustadt Hbf – Baden – Wien Meidling – Wien Matzleinsdorfer Platz – Wien Hauptbahnhof 1-2 – Wien Quartier Belvedere – Wien Rennweg – Wien Mitte – Wien Praterstern – Wien Traisengasse – Wien Handelskai – Wien Floridsdorf – Stockerau – Hollabrunn |
| S4                                  | Wiener Neustadt Hbf – Baden – Wien Meidling – Wien Matzleinsdorfer Platz – Wien Hauptbahnhof 1-2 – Wien Quartier Belvedere – Wien Rennweg – Wien Mitte – Wien Praterstern – Wien Traisengasse – Wien Handelskai – Wien Floridsdorf – Stockerau – Absdorf-Hippersdorf (– Tulln Stadt – Tullnerfeld) |
| S7                                  | (Laa an der Thaya –) Mistelbach – Wolkersdorf – Wien Floridsdorf – Wien Handelskai – Wien Traisengasse – Wien Praterstern – Wien Mitte – Wien Rennweg – Wien St. Marx – Wien Geiselbergstraße – Wien Zentralfriedhof – Wien Kaiserebersdorf – Schwechat – Mannswörth – Flughafen Wien – Fischamend – Maria Ellend a.d. Donau – Haslau – Regelsbrunn – Wildungsmauer – Petronell-Carnuntum – Bad Deutsch-Altenburg – Hainburg a.d. Donau Kulturfabrik – Hainburg a.d. Donau Personenbahnhof – Hainburg a.d. Donau Ungartor – Wolfsthal |
| U6                                  | Siebenhirten – Perfektastraße – Erlaaer Straße – Alterlaa – Am Schöpfwerk – Tscherttegasse – Bahnhof Meidling – Niederhofstraße – Längenfeldgasse – Gumpendorfer Straße – Westbahnhof – Burggasse-Stadthalle – Thaliastraße – Josefstädter Straße – Alser Straße – Michelbeuern-AKH – Währinger Straße-Volksoper – Nußdorfer Straße – Spittelau – Jägerstraße – Dresdner Straße – Handelskai – Neue Donau – Floridsdorf |
| 25                                  | Floridsdorf – Kagran – Erzherzog-Karl-Straße – Hardeggasse – Donauspital – Oberdorfstraße (Aspern) |
| 26                                  | Edmund-Hawranek-Platz (Strebersdorf) – Nordbrücke – Floridsdorf – Kagraner Platz – Gewerbepark Stadlau – Hausfeldstraße |
| 30                                  | Floridsdorf – Brünner Straße – Shuttleworthstraße – Brünner Str./Hanreiterg. - Stammersdorf |
| 31                                  | Schottenring – Jägerstraße – Floridsdorfer Brücke – Floridsdorf – Brünner Straße – Shuttleworthstraße – Brünner Str./Hanreiterg. - Stammersdorf |
| 29A                                 | Floridsdorf – Leopoldauer Platz – Großfeldsiedlung |
| 29B                                 | Floridsdorf – Leopoldau – Großfeldsiedlung |
| 33A                                 | Floridsdorf – Broßmannplatz – Mühlschüttel |
| 34A                                 | Floridsdorf – Jedlesee – Schwarzlackenau – Strebersdorf |
| N20                                 | Kagraner Platz – Floridsdorf – Nordbrücke – Edmund-Hawranek-Platz |
| N29                                 | Wittelsbachstraße – Schwedenplatz – Taborstraße – Dresdner Straße – Floridsdorf |
| N30                                 | Floridsdorf – Siemensstraße – Neu Leopoldau |
| N31                                 | Schwedenplatz – Jägerstraße – Floridsdorf – Brünner Straße – Stammersdorf – Stammersdorf B7 |
| 150                                 | Floridsdorf – Poysdorf – Bernhardsthal |
| 151                                 | Floridsdorf – Poysdorf – Wildendürnbach |
| 500                                 | Floridsdorf – Wolkersdorf – Schrick – Mistelbach |
| 501                                 | Floridsdorf – Hagenbrunn – Wolkersdorf |
| 502                                 | Floridsdorf – Seyring – Wolkersdorf |
| 505                                 | Floridsdorf – Wolkersdorf – Zistersdorf |
| 850                                 | Floridsdorf – Langenzersdorf – Korneuburg |
| G3                                  | Floridsdorf – G3 Shopping Resort Gerasdorf |